# مارك فيليب
مارك فيليب(بالإنجليزية: Mark Filip)‏ (مواليد 1 يونيو 1966) كان نائب المدعي العام للولايات المتحدة، وبهذه الصفة شغل منصب القائم بأعمال النائب العام من 20 يناير - 3 فبراير، 2009. [1] [2] كما شغل منصب قاض في محكمة مقاطعة الولايات المتحدة للمنطقة الشمالية من ولاية إلينوي.